# مجموعة سموك المحدودة
مجموعة سموك المحدودة (CMOC Group Limited) والتي كانت معروفة سابقاً تحت اسم شركة موليبدنوم الصين المحدودة هي شركة تعدين صينية أسست سنة 1969 وهي مملوكة جزئياً من الحكومة الصينية؛ ويقع مقرها في مقاطعة خنان وهي مدرجة في بورصة هونغ كونغ وبورصة شنغهاي.
تتحكم هذه الشركة بحوالي ثلث إمدادات الكوبالت العالمية.